# Candeal (banda)
Candeal es un grupo de folclore castellano de la provincia de Valladolid, en la comunidad autónoma de Castilla y León, España. Comenzaron su carrera musical en los años 1970. El nombre del grupo procede del trigo candeal, una variedad del trigo tradicional de Castilla. Ha editado un total de 19 discos, y son conocidos principalmente por haber sido durante años los protagonistas del cierre de las fiestas de la Virgen de San Lorenzo de Valladolid y por su columna dominical en el periódico El Norte de Castilla.

## Discografía
- Candeal
- Coplas del pueblo
- Se escucha a un grito en el campo...
- Te compre unas enaguas pa que en el baile…
- La picaresca de Candeal
- Canciones de Amor y Ronda
- Por el Camino de Santiago, Vol. 1
- Cancioneros de la música tradicional
- Por el Camino de Santiago, Vol. 2
- Coplas de la Raya
- De rondas y picardías
- Campo Grande
- Ancha es Castilla…
- Por tabernas y cantinas
- El Agua
- Camino de Santiago Vol. 3
- Tu sangre una canción
- Interactiva
- La Herencia de Colón
- 30 años de coplas
- Toca una que sepamos todos